# Song Zhijuan
Song Zhijuan (en chino: 宋志娟; 27 de septiembre de 1980) es una deportista china que compitió en halterofilia. Ganó dos medallas en el Campeonato Mundial de Halterofilia, oro en 2002 y plata en 1998, ambas en la categoría de 58 kg.

## Palmarés internacional
| Campeonato Mundial | Campeonato Mundial | Campeonato Mundial | Campeonato Mundial |
| Año                | Lugar              | Medalla            | Categoría          |
| ------------------ | ------------------ | ------------------ | ------------------ |
| 1998               | Lahti (Finlandia)  | Medalla de plata   | 58 kg              |
| 2002               | Varsovia (Polonia) | Medalla de oro     | 58 kg              |